# Бад Дрибург
Бад Дрибург (њем. Bad Driburg) град је у њемачкој савезној држави Северна Рајна-Вестфалија. Једно је од 10 општинских средишта округа Хекстер. Према процјени из 2010. у граду је живјело 19.281 становника. Посједује регионалну шифру (AGS) 5762004, NUTS (DEA44) и LOCODE (DE BDR) код.

## Географски и демографски подаци
Бад Дрибург се налази у савезној држави Северна Рајна-Вестфалија у округу Хекстер. Град се налази на надморској висини од 220 метара. Површина општине износи 115,1 km². У самом граду је, према процјени из 2010. године, живјело 19.281 становника. Просјечна густина становништва износи 168 становника/km².

## Међународна сарадња
| Мјесто | Држава    | Врста сарадње | Од    |
| ------ | --------- | ------------- | ----- |
|        | Француска | партнерство   | 2004. |
| Извор  |           |               |       |